# Graziano Mancinelli
Graziano Mancinelli, född den 18 februari 1937 i Milano i Italien, död 8 oktober 1992 i Concesio, Italien, var en italiensk ryttare.
Han tog OS-guld i den individuella hoppningen i samband med de olympiska ridsporttävlingarna 1972 i München.